# Pitkjarntskij rajon
Il Pitkjarntskij rajon (in russo Питкярантский район?) è un rajon della Repubblica di Carelia, nella Russia europea. Istituito nel 1940, il suo capoluogo è Pitkjaranta.